# Lowell Point
Pour les articles homonymes, voir Lowell.
Lowell Point est une localité d'Alaska (CDP) aux États-Unis, appartenant au Borough de la péninsule de Kenai. Sa population était de 80 habitants en 2010.

## Situation - climat
Elle est située à 3 km au sud de l'extrémité de la Seward Highway, sur le côté nord-ouest de Resurrection Bay, au pied de la montagne Bear, à 201 km d'Anchorage par la route.
Les températures moyennes vont de −8 °C à 3 °C en janvier et de 9 °C à 17 °C en juillet.

## Histoire
Son nom, référencé pour la première fois en 1905 lui vient du capitaine Lowell qui, avec sa famille, s'est installé à cet endroit en 1884. Elle n'est occupée que de façon saisonnière par de nombreux habitants, tandis que les résidents principaux travaillent à Seward. Toutefois, l'économie locale est alimentée par le tourisme, la pêche commerciale, l'entretien des bateaux. Il s'y trouve aussi une prison d'état et l'institut des sciences maritimes de l'Université d'Alaska.